# Oyo (staat)
Oyo is een Nigeriaanse staat. De hoofdstad is Ibadan, de staat heeft 6.789.918 inwoners (2007) en een oppervlakte van 28.454 km².
Een bekende historische stad in de staat heet eveneens Oyo.

## Lokale bestuurseenheden
Er zijn 33 lokale bestuurseenheden (Local Government Areas of LGA's). Elk LGA wordt bestuurd door een gekozen raad met aan het hoofd een democratisch gekozen voorzitter.
De lokale bestuurseenheden zijn:
| - Afijo - Akinyele - Atiba - Atigbo - Egbeda - Ibadan North - Ibadan North-East - Ibadan North-West - Ibadan South-East - Ibadan South-West - Ibarapa - Ibarapa North - Ido - Ifedapo - Ifeloju - Irepo - Iseyin |  | - Itesiwaju - Iwajowa - Iyamapo/Olorunsogo - Kajola - Lagelu - Ogbomosho North - Ogbomosho South - Ogo-Oluwa - Oluyole - Ona-Ara - Orelope - Orire - Oyo - Oyo West - Saki East - Surulere |

Abia · Adamawa · Akwa Ibom · Anambra · Bauchi · Bayelsa · Benue · Borno · Cross River · Delta · Ebonyi · Edo · Ekiti · Enugu · Gombe · Imo · Jigawa · Kaduna · Kano · Katsina · Kebbi · Kogi · Kwara · Lagos · Nassarawa · Niger · Ogun · Ondo · Osun · Oyo · Plateau · Rivers · Sokoto · Taraba · Yobe · Zamfara
Federaal district: Federal Capital Territory